# Hermann Joseph Klein
Hermann Joseph Klein, född 14 september 1844 i Köln, död där 1 juli 1914, var en tysk meteorolog och astronom. 
Klein var ursprungligen bokhandlare i Köln, men övergick till att skriva naturvetenskaplig litteratur. Som meteorolog ägnade han sig främst åt cirrusmolnen, härledde den så kallade Kleins cirrusregel ("Meteorologische Zeitschrift", band 18) och skrev Allgemeine Witterungskunde (1887), som trycktes i omkring 50 000 exemplar.
Klein blev 1880 föreståndare för Kölnische Zeitungs Wetterwarte. I Köln byggde han ett privatobservatorium, där han främst studerade månen och därvid 1877 upptäckte en ny krater. Åren 1864-1908 utgav han "Gæa", 1875-1890 Heis "Wochenschrift für Astronomie und Meteorologie", 1878-1914 "Sirius" och 1890-1913 "Jahrbuch für Astronomie und Geophysik".

## Övriga skrifter i urval
- Handbuch der allgemeinen Himmelbeschreibung (tredje upplagan 1901)
- Anleitung zur Durchmusterung des Himmels (1880, andra upplagan 1882)
- Stern-Atlas (1886)